# Landelijke fietsroute 16
De Vechtdalroute of LF16 was een LF-route in Nederland en Duitsland tussen Zwolle en Darfeld, een route van ongeveer 245 kilometer.
Het fietspad liep door de provincie Overijssel en de Duitse deelstaten Nedersaksen en Noordrijn-Westfalen en volgde de loop van de rivier de Vecht.
De route van Zwolle naar Darfeld had het nummer LF16a en de route van Darfeld naar Zwolle LF16b.